# Glasmalerei Dr. H. Oidtmann

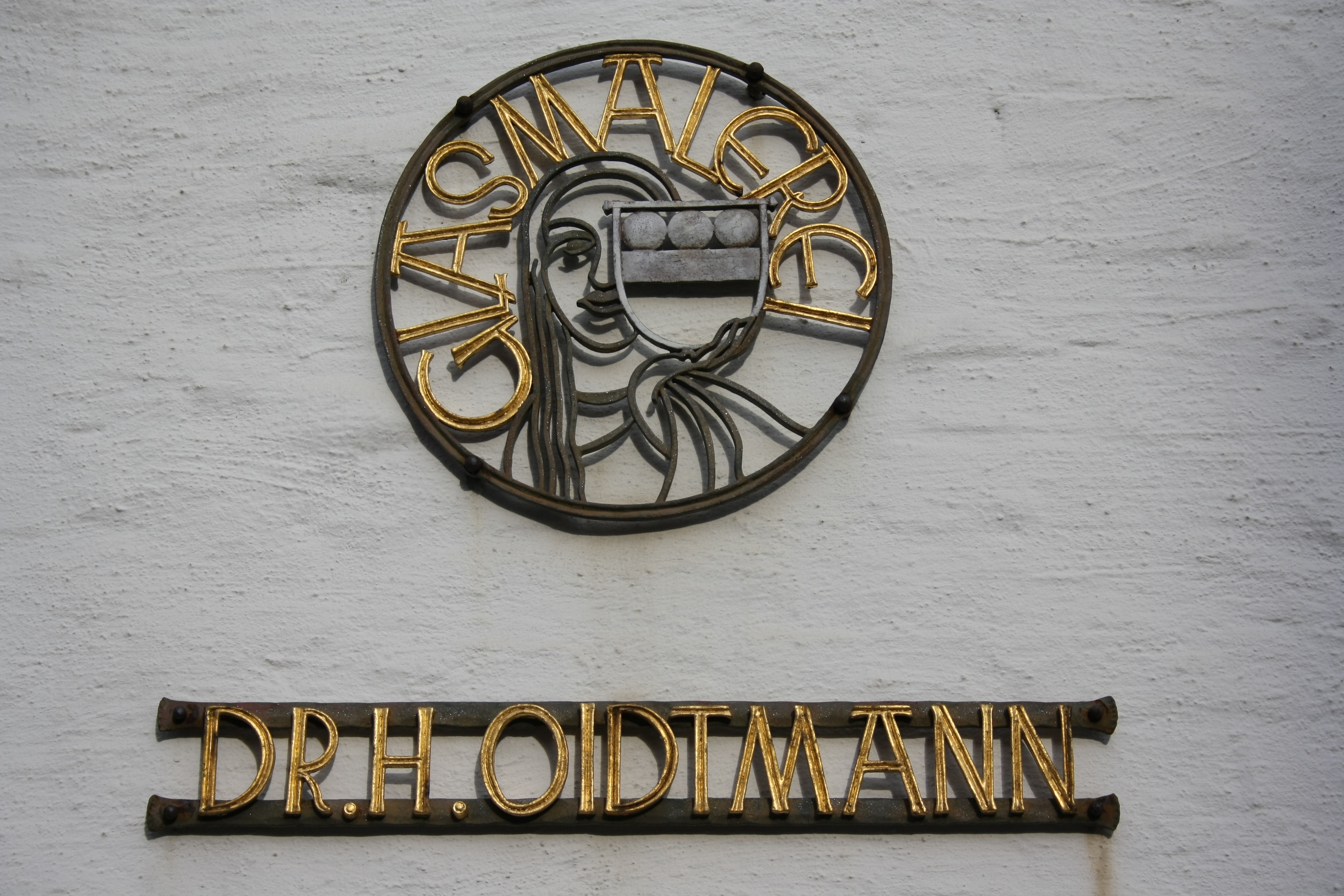
Signet am Firmensitz in Linnich

Die Glasmalerei Dr. H. Oidtmann GmbH ['oːtman] ist eine in Linnich ansässige Werkstatt für Glasmalerei. Das 1857 von Heinrich Oidtmann gegründete Unternehmen ist das älteste heute noch tätige Unternehmen für Glasmalerei in Deutschland.

## Geschichte
Die Glasmalereiwerkstatt wurde im Jahr 1857 vom Landarzt Heinrich Oidtmann (1833–1890) in Linnich gegründet, der sich bereits als Student mit Geschichte und Technik der Glasmalerei beschäftigte, die ihn faszinierte. Dabei galt sein Interesse der Herstellung der traditionellen musivischen Glasmalerei und der Entwicklung seriell herstellbarer Glasmalereien mittels einer speziellen Drucktechnik. Nachdem es zu Beginn der 1860er Jahre gelungen war, Vorlagen auf Glas zu übertragen, führte der Handel mit den nunmehr kostengünstigen Scheiben in Glassteindruck zu einem raschen wirtschaftlichen Erfolg des Unternehmens. Das Unternehmen exportierte weltweit unter anderem nach  Amerika, China und auf die Philippinen und es kam zur Gründung zweier Filialen: 1885 in Brüssel sowie 1886 in Berlin. Das Unternehmen erhielt zahlreiche Ehrungen und beschäftigte 1890 einhundert Mitarbeiter.
Unter der Leitung des Sohnes des Unternehmensgründers, des Arztes Heinrich Oidtmann II (1861–1912), rückte das Unternehmen aus Qualitätsgründen von mechanischem Glassteindruck ab. Neben der Anfertigung historischer Kopien sowie Entwurf und Ausführung musivischer Glasmalereien im historischen Stil erwarb Heinrich Oidtmann II insbesondere Verdienste in der wissenschaftlichen Auseinandersetzung mit der Technik und der Geschichte der Glasmalerei. Seine Abhandlung Die Rheinischen Glasmalereien vom 12. bis 16. Jahrhundert aus dem Jahr 1912 zählt bis in die heutige Zeit zu den Standardwerken der Fachliteratur.
1912 übernahm der Architekt Heinrich Oidtmann III (1888–1929) in dritter Generation die Leitung des Unternehmens. Er setzte zudem das  wissenschaftliche Werk seines Vaters fort und veröffentlichte 1928 den zweiten Band über die Geschichte der rheinischen Glasmalerei. Nach seinem Tod leitete seine Witwe Ludovica Oidtmann (1899–1945) das Unternehmen durch die Weltwirtschaftskrise sowie die Zeit des Nationalsozialismus und förderte die Zusammenarbeit von freien entwerfenden Künstlern wie Anton Wendling, Maria Katzgrau oder Peter Hecker mit den ausführenden Handwerkern der Linnicher Werkstatt.
Das während des Zweiten Weltkriegs stark zerstörte Unternehmen wurde ab 1945 von den beiden Söhnen Friedrich (1924–2004) und Ludovikus Oidtmann (1928–2006) geleitet, die verstärkt an die bereits zu Anfang des 20. Jahrhunderts durch Johan Thorn Prikker im Rheinland initiierten modernen Tendenzen der Glasmalerei anknüpften. Neben persönlichen Kontakten zu Künstlern wie Jean Cocteau, Pierre Soulages, Raoul Ubac, Victor Vasarely, Gerður Helgadóttir und Nína Tryggvadóttir erhielt der Dialog mit jungen Glasmalern im Rheinland nachhaltige Bedeutung. Neben der Zusammenarbeit mit namhaften Künstlern wie zum Beispiel Wilhelm Buschulte,  Joachim Klos, Georg Meistermann, Jochem Poensgen, Ludwig Schaffrath, Johannes Schreiter und Hubert Spierling erfolgte eine Erweiterung des Angebotes ausführbarer Techniken um Mosaik und Betonverglasung.
Die Unternehmensinhaber waren mit der Stiftung einer wertvollen Glasmalereisammlung maßgeblich an der 1997 erfolgten Gründung des Deutschen Glasmalerei-Museums in Linnich beteiligt.
1999 übernahmen Heinrich und Stefan Oidtmann die Unternehmensleitung. Zum Programm gehören neben der Herstellung von autonomen Glaskunstwerken, Fenstern für Sakral- und Profanbauten auch konservatorische Maßnahmen wie Restaurierungen und Schutzverglasung.

## Werke (Auswahl)
- 1858–1862: Burg Hohenzollern, Evangelische Christuskapelle, 9 Fenster nach Entwürfen von Friedrich Wilhelm Peters
- 1858–1862: Burg Hohenzollern, III. Stammburg, künstlerische Glasmalereien und Bleiverglasungen der Stammburg
- 1888/91: Glasmalereien in der Basílica de San Sebastián in Manila, Philippinen.[3]
- 1948–1950: Kloster der Franziskanerinnen Aachen, Kloster der Franziskanerinnen, 6 dreiteilige Fenster, 4 Langhausfenster, 1 Kryptafenster und 6 Rundbogenfenster nach Entwurf von Maria Katzgrau
- 1950/51: Kloster der Christenserinnen Aachen, 5 Chorfenster, 5 Schifffenster, 3 weitere Fenster nach Entwurf von Maria Katzgrau
- 1951–1991: Kloster der Elisabethinnen Aachen, Preussweg, 57 Fenster in verschiedenen Gebäudeteilen des Klosters nach Entwürfen von Maria Katzgrau
- 1953: Kloster der Christenserinnen Geilenkirchen, 2 Fenster auf der Orgelempore nach Entwürfen von Ludwig Schaffrath
- 1954: Bischöfliches Priesterseminar Aachen, 9 Fenster in der Wandelhalle, 26 Fenster im Kreuzgang, 6 kleine Fenster nach Entwurf von Ludwig Schaffrath
- 1956/57: Redemptoristenkloster Bochum, 15 Schiff und 15 Obergadenfenster nach Entwurf von Wilhelm Buschulte
- 1958: Aachener Dom, 5 Fenster in der Matthiaskapelle nach Entwurf von Ludwig Schaffrath
- 1959: Galerie Boisserée Köln, 1 Betonglasfenster nach Entwurf von Friedrich Oidtmann
- 1959/1965: Karmel-Kloster Aachen, 3 Chorfenster nach Entwurf von Wilhelm Buschulte
- 1960: Dom, Singschule Aachen, 1 Fenster nach Entwurf von Wilhelm Buschulte
- 1962–1965: Aachener Dom, Kreuzgang, 38 Fenster nach Entwurf von Ludwig Schaffrath
- 1964/65: Würzburger Dom, 22 Obergadenfenster nach Entwürfen von Ludwig Schaffrath
- 1966/1993: Hafnarfjordkirkja Höfn (Island), komplette künstlerische Verglasung nach Entwurf von Maria Katzgrau
- 1969: Deutsches Glasmalerei-Museum Linnich, 1 Ausstellungsfenster „Komposition mit roten Punkten“ nach Entwurf von Hubert Spierling
- 1969: Ratzeburger Dom, 1 Rosette und 4 Rundbogenfenster auf der Westseite nach Entwurf von Wilhelm Buschulte
- 1971–1976: Propsteikirche St. Kornelius, Kornelimünster, 10 Schifffenster, 3 Fenster Taufkapelle, 1 Rundbogenfenster, 2 Spitzbogenfenster nach Entwurf von Wilhelm Buschulte
- 1972: Stiftskirche St. Johannes und Petrus Bonn, 1 Fenster nach Entwurf von Paul Weigmann
- 1972–1982: Bonn, Münster, St. Martinus, Fenster des Kirchenraumes nach Entwürfen von Paul Weigmann
- 1973: Kirche St. Apollinaris Düsseldorf, 3 Fenster nach Entwurf von Wilhelm Buschulte
- 1973/74: Mainzer Dom, 5 Fenster in der Krypta nach Entwurf von Paul Weigmann
- 1973–1982: Stiftskirche Xanten, 5 Fenster im Langschiff Südseite nach Entwürfen von Paul Weigmann
- 1974: Vatikanische Museen, Vatikan, 1 Fenster „Judaskuss“ nach Entwurf von Maria Katzgrau
- 1979:  Victoria and Albert Museum London, 1 Fenster nach Entwurf von Ludwig Schaffrath, 1 Fenster nach Entwurf von Hubert Spierling
- 1979–1981: Aachener Dom, 2 Chorfenster nach Entwurf von Wilhelm Buschulte
- 1982: Kirche St. Marien Schwalbach-Ensdorf, 23 Fenster nach Entwurf von Paul Weigmann
- 1982–2008: Wormser Dom, 33 Fenster im linken Seitenschiff, Obergaden, Westchor und im Querhaus nach Entwürfen von Paul Weigmann
- 1983: Redemptoristenkloster Bonn, 16 Kirchenfenster nach Entwurf von Paul Weigmann
- 1983: Mainzer Dom, Privatkapelle des Kardinals, 4 Fenster nach Entwurf von Paul Weigmann
- 1983–1987: St. Gereon, Köln, 16 Fenster im Unter- und Mittelgaden des Dekagons nach Entwürfen von Wilhelm Buschulte
- 1987: Limburger Dom, 4 Hochchorfenster, Thema „Engel“ nach Entwurf von Georg Meistermann
- 1988: Paulskirche Frankfurt am Main, 62 Fenster nach Entwürfen von Wilhelm Buschulte
- 1993: Aachener Dom, 6 Fenster in der Ungarnkapelle nach Entwurf von Maria Katzgrau
- 1993: Kloster der Armen Schwestern vom Hl. Franziskus Aachen, nach Entwurf von Maria Katzgrau
- 1993–2003: Deutsches Glasmalereimuseum Linnich, Eingangsfensterwand nach Entwurf von Ludwig Schaffrath
- 1994: Limburger Dom, 3 Chorfenster in der Mittelachse nach Entwurf von Hubert Spierling
- 1994: Benediktinerabtei Mariendonk, 1 Fenster im Kreuzgang nach Entwurf von Hubert Spierling
- 1994: Wormser Dom, 1 gotisches Fenster über dem Südportal nach Entwurf von Marie-Theres Werner
- 1997: Aachener Dom, 3 Fenster im Eingangsbereich nach Entwurf von Ludwig Schaffrath
- 1997: Mainzer Dom, 1 Fenster nach Entwurf von Ludwig Schaffrath
- 2005: Domkirche St. Patrokli Soest, 3 Fenster im Marienchor nach Entwurf von Hubert Spierling